# 2010 dans le catholicisme
Chronologie du catholicisme
- 2006
- 2007
- 2008
- 2009
- 2010
- 2011
- 2012
- 2013
- 2014

Cet article présente les faits marquants de l'année 2010 dans le catholicisme.

## Évènements
- 17 et 18 avril : voyage apostolique du pape à Malte.
- 11 au 14 mai : voyage apostolique du pape au Portugal.
- 4 au 6 juin : voyage apostolique du pape à Chypre, premier voyage d'un pape sur cette île.
- 16 au 19 septembre : voyage apostolique du pape au Royaume-Uni.
- 19 septembre : béatification de John Henry Newman.
- 17 octobre : canonisation de Frère André et de 5 autres religieux.
- 6 et 7 novembre : voyage apostolique du pape en Espagne.

## Décès

### Janvier
- 6 janvier : Graham Leonard, évêque anglican britannique devenu prêtre catholique (° 8 mai 1921)
- 9 janvier : Armand Gaétan Razafindratandra, cardinal malgache, archevêque d'Antananarivo (° 7 août 1925)
- 11 janvier : Jean-Yves Calvez, prêtre jésuite, philosophe et économiste français (° 3 février 1927)
- 12 janvier : Joseph Miot, prélat haïtien, archevêque de Port-au-Prince (° 23 novembre 1946)

### Février
- 2 février : Philippe Tran Van Hoai, prêtre vietnamien, opposant à la dictature (° 22 mars 1929)
- 4 février : Joseph Ignace Randrianasolo, prélat malgache, évêque de Mahajanga (° 31 juillet 1947)

### Mars
- 21 mars : Joseph Pyronnet, philosophe engagé contre la violence devenu prêtre une fois veuf (° 16 mars 1927)
- 30 mars : Josef Homeyer, prélat allemand, évêque de Hildesheim (° 1er août 1929)
- 31 mars : Joseph Vandrisse, prêtre et journaliste français (° 30 avril 1927)

### Avril
- 4 avril : Lajos Bálint, prélat roumain, archevêque d'Alba Iulia (° 6 juillet 1929)
- 12 avril : Andrea Cassone, prélat italien, archevêque de Rossano (° 29 avril 1929)
- 16 avril : 
  - Norman McFarland, prélat américain, évêque d'Orange et de Reno (en) (° 21 février 2002)
  - Tomáš Špidlík, cardinal jésuite et théologien tchèque (° 17 décembre 1919)
- 19 avril : William Donald Borders, prélat américain, archevêque de Baltimore (° 9 octobre 1913)
- 22 avril : Sœur Odile, religieuse française, missionnaire au Chili, résistante à la dictature (° 12 octobre 1931)
- 30 avril : Paul Augustin Mayer, cardinal allemand de la Curie, précédemment archevêque titulaire de Satrianum (de) (° 23 mai 1911)

### Mai
- 1er mai : 
  - Antoine Hayek, prélat libanais melchite, archevêque de Baniyas (° 26 août 1928)
  - Zygmunt Kamiński, prélat polonais, archevêque de Szczecin (° 22 février 1933)
- 3 mai : Luigi Amaducci, prélat italien, archevêque de Ravenne (° 4 mars 1924)
- 4 mai : Luigi Poggi, cardinal italien de la Curie, précédemment diplomate du Saint-Siège et archevêque titulaire de Forontoniana (de) (° 25 novembre 1917)
- 9 mai : Raymond Bouchex, prélat français, archevêque d'Avignon (° 25 janvier 1927)

### Juin
- 3 juin : 
  - Jean-Pierre Kempf, prêtre et compositeur français, auteur de chants religieux (° 10 octobre 1937)
  - Luigi Padovese, prélat et missionnaire italien, vicaire apostolique d'Anatolie et évêque titulaire de Monteverde (de) (° 31 mars 1947)
- 13 juin : Jules Beaulac, homme d'Église et écrivain québécois (° 1933)

### Juillet
- 1er juillet : Francisco Claver, prélat philippin, vicaire apostolique de Bontoc-Lagawe et évêque titulaire de Nationa (de) (° 20 janvier 1929)
- 9 juillet : Clément Guillon, prélat français, évêque de Quimper (° 27 avril 1932)
- 12 juillet : Henryk Jankowski, prêtre polonais, soutien de Solidarność, accusé d'abus sexuels (° 18 décembre 1936)
- 29 juillet : Paul Guiberteau, prêtre français, responsable de l'enseignement catholique (° 14 juillet 1924)

### Août
- 13 août : Jacques Faivre, prélat français, évêque du Mans (° 11 août 1934)
- 15 août : Pierre Pommarède, prêtre et historien français (° 19 mars 1929)
- 20 août : Samuel Gaumain, prélat capucin et missionnaire français, évêque de Moundou (° 4 janvier 1915)
- 26 août : Raimon Panikkar, prêtre et écrivain catalan (° 2 novembre 1918)
- 31 août : 
  - Jean-Marie Kélétigui, prélat ivoirien, évêque de Katiola (° 12 mai 1932)
  - Jef Ulburghs, prêtre et homme politique belge (° 9 juin 1922)

### Septembre
- 21 septembre : Bernard Genoud, prélat suisse, évêque de Lausanne, Genève et Fribourg (° 22 février 1942)
- 24 septembre : Jean Lefeuvre, prêtre jésuite, sinologue, écrivain et missionnaire français en Chine (° 5 juillet 1922)

### Octobre
- 27 octobre : Jean Berthou, prêtre français, aumônier national de la Fédération sportive et culturelle de France (° 20 juillet 1924)

### Novembre
- 4 novembre : Eugénie Blanchard, religieuse franciscaine et supercentenaire française (° 16 février 1896)
- 5 novembre : Jean Kamp, prêtre, théologien et enseignant belge (° 21 décembre 1921)
- 18 novembre : Jordi Mas Castells, prêtre espagnol, missionnaire au Cameroun (° 14 mars 1930)
- 22 novembre : Urbano Navarrete, cardinal jésuite et enseignant espagnol (° 25 mai 1920)
- 24 novembre : Sergio Valech, prélat chilien, évêque auxiliaire de Santiago du Chili et évêque titulaire de Zabi (de) (° 21 octobre 1927)

### Décembre
- 2 décembre : Michele Giordano, cardinal italien, archevêque de Naples (° 26 septembre 1930)
- 16 décembre : François Gayot, prélat haïtien, premier archevêque de Cap-Haïtien (° 17 juillet 1927)
- 18 décembre : John Bukovsky, prélat américain, diplomate du Saint-Siège et archevêque titulaire de Tabalta (de) (° 18 janvier 1924)
- 21 décembre : Giovanni Ferrofino, prélat italien, diplomate du Saint-Siège et archevêque titulaire de Zenopolis-en-Isaurie (de) (° 24 février 1912)
- 26 décembre : Miguel Maria Giambelli, prélat et missionnaire italien, évêque de Bragança do Pará (° 23 mars 1920)